# GaTa
GaTa, pseudonimo di Davionte Ganter (South Los Angeles, 30 giugno 1987), è un rapper e attore statunitense.

## Biografia
GaTa ha iniziato la sua carriera di attore nella serie TV FXX Dave, in cui interpreta sé stesso Davionte "Dave" Ganter / GaTa. Non avendo mai recitato al di là dei video musicali o preso lezioni di recitazione, ha dovuto fare un'audizione per interpretare il ruolo di se stesso nello show.  La sua performance è stata ben accolta, portando alcuni critici a dire che meritava una nomination agli Emmy Award. GaTa ha un disturbo bipolare, la stessa condizione clinica che è stata attribuita anche al suo personaggio in Dave. 2023, GaTa è stato arrestato con l'accusa di violenza domestica prima di essere rilasciato su cauzione.

## Filmografia
- Good Mourning, regia di Machine Gun Kelly (2022)
- On the Come Up, regia di Sanaa Lathan (2022)
- Self Reliance, regia di Jake Johnson (2023)
- Tutti tranne te (Anyone But You), regia di Will Gluck (2023)
- Young. Wild. Free., regia di Thembi Banks (2023)
- House Party, regia di Calmatic (2023)